# Бункер (фильм, 2001)
«Бункер» (англ. The Bunker) — британский военный фильм ужасов 2001 года, снятый режиссёром Робом Грином по сценарию Клайва Доусона, с Джейсоном Флемингом в главной роли.

## Сюжет
Осень 1944 года. Арденские леса. Бельгийско-германская граница. Немецкие войска отступают перед наступающими американцами.
Семеро измотанных немецких солдат находят убежище в противотанковом бункере, затерянном в глухом лесу. В бункере старик — рядовой Майрус и молодой — рядовой Нойманн, а из вооружения — пулемёт MG-42. Лейтенант Крупп получает приказ от командования защищать бункер. Под бункером находилась запутанная сеть подземных туннелей. Во время строительства туннелей под землёй стали происходить странные вещи, и строители были вынуждены закрыть вход. Вечером старик Майрус рассказывает новоприбывшим историю про то, как в этом лесу много веков назад во время эпидемии чумы местные жители убили заражённых людей, а их тела похоронили в огромной яме.
В ночное время Кройцманн открывает дверь и спускается в туннели. Там он видит блуждающего Майруса. Лейтенант Крупп отправляет Бауманна и Эберта вниз для того, чтобы проверить туннели и разыскать двух беглецов. Внизу они разделяются. Эберт находит закрытый участок туннелей. Внезапно появившийся перед Эбертом силуэт, напоминающий человека, наносит ему смертельное ранение. В одном из помещений на столе Бауманн находит план строительства комплекса. Вскоре к нему присоединяются лейтенант Крупп, сержант Хайдрих и блуждавший Майрус. С помощью генератора они включают свет в комплексе. Так и не найдя Кройцманна, они возвращаются в бункер. В бункере пропадает связь с командованием. Осмотрев схему ходов туннелей, лейтенант Крупп решает проверить весь комплекс. 
Лейтенант Крупп оставляет Майруса и Нойманна охранять бункер, а все остальные спускаются в туннели. Майрус рассказывает Нойманну, что в туннелях он видит своего сына, который погиб в Нормандии. Спустившись в комплекс, взвод разделяется на две группы. В одном из помещений лейтенант Крупп и Шенк находят склад артиллерийских снарядов, а потом обнаруживают в комплексе тело убитого Эберта. Бауманн, Хайдрих и Франк в одном из проходов комплекса находят захороненные останки чумных, о которых рассказывал старик Майрус. Среди останков они обнаруживают пропавшего Кройцманна. Обезумевший Кройцманн вырывается из рук пытавшихся его успокоить и привести в чувства Бауманна и Франка, оглушает Хайдриха прикладом его же собственного автомата и с ужасающим криком бежит в направлении Круппа и Шенка. По дороге у него начинаются галлюцинации, и он повсюду видит своего убитого сослуживца Энгельса. Лейтенант Крупп и Шенк, приняв приближающегося Кройцманна за американца, открывают по нему огонь. Плотный автоматический огонь Шенка вызывает обвал в потолке комплекса, что приводит к гибели лейтенанта Круппа.
Нойманн, услышав стрельбу в комплексе, решает помочь остальным. Оставшемуся на посту старику Майрусу начинает казаться, что к нему приближается силуэт солдата. Майрус через дымоход выбирается наружу из бункера, где умирает, запутавшись в колючую проволоку. Спустившийся в комплекс Нойманн натыкается на Шенка, который внушает ему, что в туннелях повсюду американцы. Шенк и Нойманн готовятся взорвать склад артиллерийских снарядов, найденных ранее в комплексе. Бауманн, Хайдрих и Франк не могут открыть запертую Майрусом дверь, чтобы попасть обратно в бункер. 
Франк предполагает, что вызванные галлюцинации могут быть от накопившегося газа в комплексе. Разделённым группам слышатся приближающиеся шаги американцев. Приняв друг друга за наступающих американцев, между ними завязывается бой, но очень быстро заканчиваются патроны. Шенк начинает обвинять остальных в трусости и нежелании сражаться. Он показательно расстреливает Франка. В комплексе гремит мощный взрыв от с детонировавших снарядов на складе и начинается обвал.
Бауманн, Хайдрих и Нойманн, спасаясь от Шенка, баррикадируются в проходе, в котором находились останки чумных. Разъярённый Шенк ломает заграждение и попадает к ним в проход. Хайдрих выстреливает в Шенка из ракетницы, и тот загорается. Бауманн с помощью сапёрной лопаты пробивает путь наверх, по которому Нойманн вылезает на поверхность. Обгоревший Шенк смертельно ранит Хайдриха. Раненый Хайдрих сдерживает Шенка и даёт возможность спастись Бауманну. Бауманн карабкается наверх, но ему мешают вылезти ожившие останки. Нойманн протягивает ему руку и помогает выбраться из этого ужаса. Оказавшись на поверхности, Бауманн бросает в «могилу» Шенка гранату.
Бауманн даёт Нойманну кусок белой ткани для того, чтобы тот сдался в плен. Вскоре возле бункера появляются  американцы. Нойманн, увидев американцев, поднимает руку вверх и размахивает клочком белой материи. Измотанный, раненый Бауманн, сняв с себя награду, тоже пошёл сдаваться в плен.

## В ролях
- Джейсон Флеминг — Бауманн
- Эндрю Тирнан — Шенк
- Кристофер Фейрбэнк[англ.] — сержант Хайдрих
- Саймон Кунц[англ.] — лейтенант Крупп
- Эндрю Ли Поттс — рядовой Нойманн
- Джон Карлайл[англ.]  — рядовой Майрус
- Эдди Марсан — Кройцманн
- Джек Дэвенпорт — Эберт
- Чарли Бурмен[англ.] — Франк
- Николас Хэмнетт — Энгельс
- Николас Рутерфорд[англ.] — дезертир

## Критика
Brian W. Collins написал ревью на картину.

## Номинации
- Кинофестиваль в Сиджесе — номинация (2001)
- Фантаспорту — номинация (2002)[2]